# Argyractis multipicta
Argyractis multipicta là một loài bướm đêm trong họ Crambidae.